# 하깨서

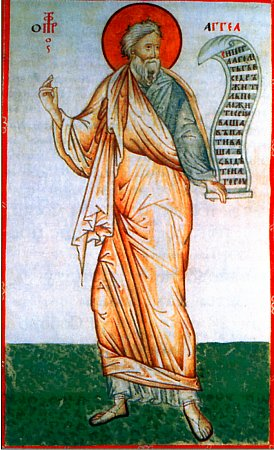

하깨 서(~書, Haggai, 히브리어: חַגַּי)는 유대교 및 기독교의 구약성경에 속한 소서적 가운데 하나로, '소예언서' 또는 '12예언서'로 알려진 작은 예언서들 가운데 순서 상으로 10번째에 위치한다. 전체 38절로 구성되어 있다.
'하깨'란 이름은 '축제', '절기' 등을 의미하는 히브리어 단어에서 파생되었는데, 이 점은 그가 이스라엘의 절기들 중 하나에 태어났을지도 모른다고 추측하게 한다. 그가 일부 학자들이 추론하는 것처럼 네부카드네자르(느부갓네살)에 의해 포로로 잡혀간 예루살렘 시민들 중의 한 명이라면 사역할 당시에는 이미 늙은 사람이었을 것이고, 성전 재건이 시작되고 그의 선지자로서의 사명이 다한 후에는 그는 곧 사망했을 가능성이 있다. 칠십인역과 페쉬타(the peshitta)의 일부 시편의 표제들은 일부 시편을 그의 것으로 보고 있다.

## 한국식 이름 및 약칭
이 책의 이름은 한글개역판에서는 학개라는 이름으로 불려왔으며, 2005년 발간된 가톨릭의 새번역 성경에서는 하까이서(書)라고 이름을 붙이고 있다. 성공회와 정교회에서 사용하는 공동번역성서에서는 하깨로 읽고 있다.
- 가톨릭: 하까이서 (약칭 '하까', 예: 하까 1,1)
- 공동번역성서: 하깨
- 개신교: 학개 (약칭 '학', 예: 학1:1)

## 저자에 대하여
학개는 '여호와의 축제, 나의 절기'란 뜻이다. 그가 하나님의 축제 절기에 태어난 것이라 여겨진다. "이 전의 이전 영광을 본 자가 누구냐?(학2:3)"라는 그의 말을 볼 때 그는 멸망 전의 성전을 보았던 것으로 추정된다. 학개가 성전이 멸망한 50년 뒤에 귀환하였고, 귀환 후 16년간 성전을 재건하지 못한 상태였으므로 그때 학개는 소년 시절을 66년 지난 나이가 된다. 그가 10살 때 성전을 보았다면 76세가 된다. 그렇다면 그는 대략 70, 80대의 노인일 것이다. 혹 어떤 사람들은 학개가 포로가 되었다가 개인적으로 일찍이 귀환하여 유다에 살고 있었다고 하거나, 그가 포로 생활하던 유대인으로부터 바벨론에서 출생하여 성장하다가 스룹바벨과 함께 귀환한 제사장 집안 출신으로 여겨진다.
'하깨'는 "축제 때 태어난"의 의미를 가지고 있다. 동시대에 활동한 예언자 즈카리아, 100여 년 후에 활동한 말라키와 더불어, 이스라엘 민족이 바빌론 제국의 포로에서 벗어나 돌아온 시기에 활동한 예언자이다.
기원전 6세기에 활동한 예언자들의 보편적인 특징은 익명성이다. 실제로 하깨의 개인적인 역사에 대해서는 거의 남겨져 있는 것이 없으며, 심지어 하깨가 사람의 이름인지 아니면 상징적으로 붙여진 이름인지조차 불분명하다. 그는 아마도 바빌로니아의 느브가트네자르에 의해 잡힌 포로들 가운데 하나였을 것으로 추정된다.
다른 예언서와 달리, 하깨가 구체적으로 활동한 연대는 제시되어 있다. 즉, 다리우스 왕 통치 2년, 즉 520년 엘룰 월 1일부터 키슬레브 달 24일까지 활동하였다. 그는 바빌로니아의 포로에서 벗어나 유다 지방으로 돌아온 지 16년이 지나서 예언 활동을 시작하였다. 유다인들이 유다 지방으로 돌아와, 성전을 재건하려고 하였을때, 사마리아 인들의 음모로 인해, 15년간 중단이 되어 있었다. 이 때에 성전의 재건을 다시 북돋은 데에 하깨와 즈카리야가 중요한 역할을 하였다고 에즈라 및 느헤미야의 저자는 기록하고 있다. (에즈라 6장 14절).
에스테르 서에서 하깨의 이름은 다양한 발음으로, 여왕의 환관 시종으로 나오고 있다. 동방 정교회의 전례력에 따르면, 하깨의 축일은 12월 16일이다.

## 내용
4가지 메시지다.
1. 성전 건축의 촉구(1:1~ 15)
2. 사역의 계속적인 격려(2: 1~9)
3. 정결함과 축복(2:10~ 19)
4. 열방의 멸망과 메시아 통치(2:20~ 23)

하깨의 예언은 주로 성전 재건에 대하여 다루고 있으며 성전 재건의 결과 국가가 겪게 될 큰 사건에 대하여 다루고 있다. 하깨는 모든 가난과 기근 그리고 가뭄은 성전 재건을 연기 하였기 때문에 생긴 것이라고 선포하였다. 백성들은 이 선포를 듣고 두려움 가운데 (1장 13절, 2장 5절) 스룹바벨과 예수아의 인도 밑에서 엘룰 월 24일에 성전재건을 재개하였다. 비록 새로운 성전이 작고 볼품없고 "네 눈에는 아무것도 아닌 것처럼 보여도" 하깨는 백성들을 독려하였다. 즉 성전의 가치는 다음세대들에게 있어서 그 크기에 의하여 결정되는 것은 아니라고 선포한다. 하깨는 성전 건축의 재개는 신과 이스라엘 백성 사이의 계약을 갱신하는 것이며, 이는 마치 이집트에서의 탈출과 마찬가지인 것으로 이야기한다.
하깨는 다가오는 시간에 대한 메시아적 환상을 가지고 있었다. 신은 모든 우주를 흔들 것이며, 모든 세계의 부는 성전으로 모이며, 새로 세워질 성전의 영광이 첫 성전의 영광보다 클 것이라고 선포한다 (2장 6절-9절)
성전이 세워지지 않았을 때 제물이 바쳐짐에도 불구하고 백성들은 부정했다. 하깨는 성전 재건을 재개하는 날부터 백성들이 축복을 받을 것이라고 선포한다.
다른 예언자들처럼 하깨는 우상의 종말에 대하여 그리고 이스라엘 왕국의 회복에 대하여 계획하고 있다.

## 학개의 신학
학개의 신학은 바벨론 강제이주에서 귀환한 후 성전재건이 지연되는 상황 속에서 선포되었기 때문에 이 시대의 신학사상이 반영되어 있다.특히 귀환 시대에 보편적으로 등장하는 하나님의 성전에 주어질 하나님의 영광의 신학이 기록되어있다.하나님의 성전이 재건됨으로 그땅에 하나님의 영광이 임하게 될 것이라는 것을 강조한다.

## 같이 보기
- 대제사장 예수아
- 유대교
- 기독교